# Henry Dodwell
Henry Dodwell, född i oktober 1641 i Dublin av engelska föräldrar, död den 7 juni 1711, var en engelsk filolog och kyrklig skriftställare.
Dodwell studerade vid Trinity college, där han blev "fellow", men nedlade 1666 denna syssla av motvilja mot att låta prästviga sig, verkade sedan som skriftställare till den anglikanska kyrkans försvar, bland annat mot Baxter, och belönades 1688 med en historisk professur i Oxford.
Han avsattes 1691, då han vägrade erkänna Vilhelm III som rättmätig konung, och tillhörde sedan de så kallade non-jurors. Bland hans många lärda arbeten märks flera kronologiska skrifter. 
Hans son, Henry den yngre, död 1784, var en känd deist, vilken 1742 väckte sensation genom skriften Christianity not founded on argument, ett angrepp på kristendomen i den ironiska apologins form, vilken missledde många. 